# Versoix
Versoix és un municipi suís del cantó de Ginebra. L'any 2015 tenia 13.439 habitants.

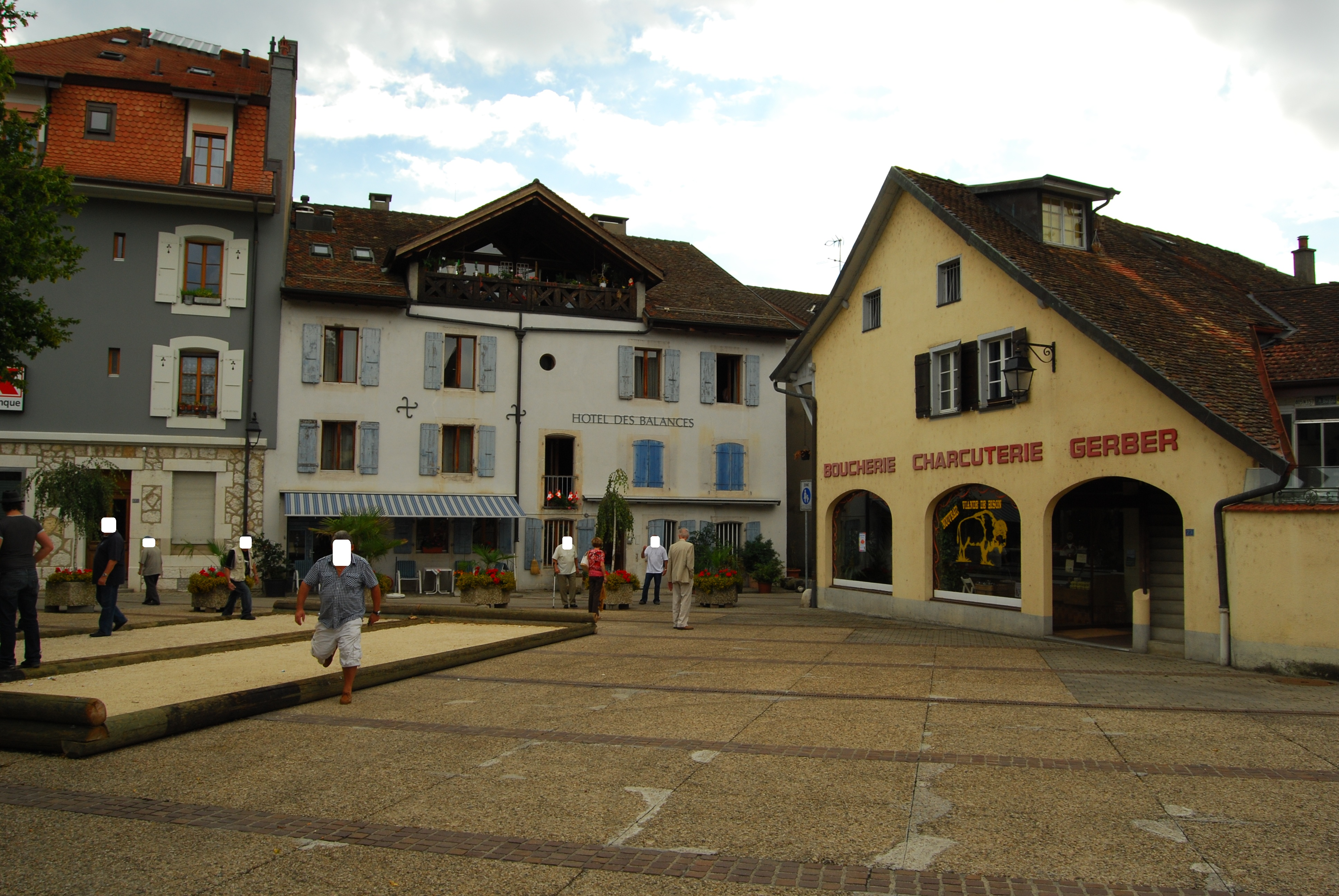
Versoix

Situada al nord del cantó de Ginebra, sobre el llac Léman.